# 번영로 (울산)
번영로(Beonyeong-ro, 繁榮路)는 울산광역시 남구 야음동 야음사거리와 북구 효문동 울산경제진흥원앞 교차로를 잇는 울산광역시의 도로이다. 울산광역시에서 통행량이 가장 많은 도로이다.

## 연혁
- 2001년 3월 22일 : 기존 남외동 ~ 번영교 ~ 야음삼거리 7.1km 구간을 야음삼거리 ~ 번영교 ~ 효문역삼거리 7.38km 구간으로 연장하고 울산광역시도 61호선 부여[1]

## 주요 경유지
울산광역시
- 남구 (야음동 · 달동 · 신정동 · 삼산동) - 중구 (옥교동 · 학산동 · 학성동 · 복산동 · 반구동 · 약사동 · 남외동) - 북구 (진장동 · 효문동)

## 노선
전 구간 울산광역시도 61호선에 속하므로 이에 대한 별도 표기는 생략한다.
| 이름                    | 접속 노선                                  | 소재지     | 소재지               | 비고 |
| ----------------------- | ------------------------------------------ | ---------- | -------------------- | ---- |
| 야음사거리              | 울산광역시도 30호선 (수암로) 수암로224번길 | 울산광역시 | 남구                 |      |
| 보라아파트앞 교차로     | 번영로30번길                               | 울산광역시 | 남구                 |      |
| 도산노인복지관 교차로   | 대암로 신화로                              | 울산광역시 | 남구                 |      |
| 광촌교                  |                                            | 울산광역시 | 남구                 |      |
| 도산사거리              | 꽃대나리로 도산로                          | 울산광역시 | 남구                 |      |
| 달동주공 교차로         | 달삼로 번영로107번길                       | 울산광역시 | 남구                 |      |
| 번영사거리              | 울산광역시도 40호선 (삼산로)               | 울산광역시 | 남구                 |      |
| 산업인력공단앞 교차로   | 번영로166번길                              | 울산광역시 | 남구                 |      |
| 예술회관사거리          | 돋질로                                     | 울산광역시 | 남구                 |      |
| 울산KBS방송국앞 교차로  |                                            | 울산광역시 | 남구                 |      |
| KBS사거리               | 월평로                                     | 울산광역시 | 남구                 |      |
| 번영교남 교차로         | 울산광역시도 50호선 (강남로)               | 울산광역시 | 남구                 |      |
| 번영교                  |                                            | 울산광역시 | 남구                 |      |
| 중구                    |                                            | 울산광역시 |                      |      |
| (번영강북지하차도)      | 울산광역시도 60호선 (강북로)               | 울산광역시 | 양방향 우회전만 가능 |      |
| 옥교사거리              | 구교로 젊음의거리                          | 울산광역시 |                      |      |
| 안국한의원앞 교차로     | 학성로                                     | 울산광역시 |                      |      |
| 삼성서비스센터앞 교차로 |                                            | 울산광역시 |                      |      |
| 복산육거리              | 장춘로 구역전길 중앙길 학성1길             | 울산광역시 |                      |      |
| MBC사거리               | 계변로                                     | 울산광역시 |                      |      |
| 복산사거리              | 울산광역시도 71호선 (화합로)               | 울산광역시 |                      |      |
| 삼성래미안2차 교차로    | 약사로                                     | 울산광역시 |                      |      |
| 약사삼거리              | 평산로                                     | 울산광역시 |                      |      |
| 병영오거리              | 구교로 곽남길 해오름7길                    | 울산광역시 |                      |      |
| 병영사거리              | 남외로 병영로                              | 울산광역시 |                      |      |
| 중부경찰서앞 교차로     | 산전길                                     | 울산광역시 |                      |      |
| 중구보건소앞 교차로     | 외솔큰길                                   | 울산광역시 |                      |      |
| 외솔교                  |                                            | 울산광역시 |                      |      |
| 북구                    |                                            | 울산광역시 |                      |      |
| 차량등록사업소앞 교차로 | 진장로 진장유통로                          | 울산광역시 |                      |      |
| 효문3교                 |                                            | 울산광역시 |                      |      |
| 울산경제진흥원앞 교차로 | 울산광역시도 41호선 (산업로)               | 울산광역시 |                      |      |

## 주요 건물 및 시설
- 울산달동우체국 (울산광역시 남구 번영로 99)
- 현대해상 울산사업부 (울산광역시 남구 번영로 131)
- 울산극동방송 (울산광역시 남구 번영로 145)
- 울산문화예술회관, 울산문화공원 (울산광역시 남구 번영로 200)
- KBS울산방송국 (울산광역시 남구 번영로 212)
- 삼산지구대 (울산광역시 남구 번영로 217)
- 남구문화원 (울산광역시 남구 번영로 224)
- 홈플러스 울산점 (울산광역시 중구 번영로 475)
- 중울산농협 (울산광역시 중구 번영로 564)
- 울산중부경찰서 (울산광역시 중구 번영로 620)